# ルーアフザ
ルーアフザ(Rooh Afza)は、ノンアルコールの濃縮炭酸飲料である。Naqiにより1900年代にインドのガーズィヤーバードで作られ、彼とその息子により設立されたパキスタン及びインドのハムダード・ラボラトリーズ社により製造されている。1948年からは、インド、パキスタン及びバングラデシュで製造が始まった。
特許は取られておらず、他の会社もこれらの国で同じレシピで製造を行っている。ユナニ医学に基づいたルーアフザのレシピには、北インド、パキスタン、バングラデシュに吹く熱い夏の風であるルーの対策としてバラ等の冷感剤が含まれていると信じられている。この飲み物は、一般にラマダーンの月にイフタールの際に飲まれる。シロップとして販売され、シャルバートや牛乳、アイスクリーム、またファールーダ等の冷たいデザートの味付けに用いられる。ルーアフザという名前は文化的影響を受けて考案者が名付けたと言われているが、「魂をリフレッシュさせるもの」と訳されることがある。

## 歴史

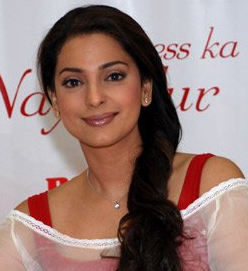
2009年のプロモーションに登場した女優のジューヒー・チャーウラー

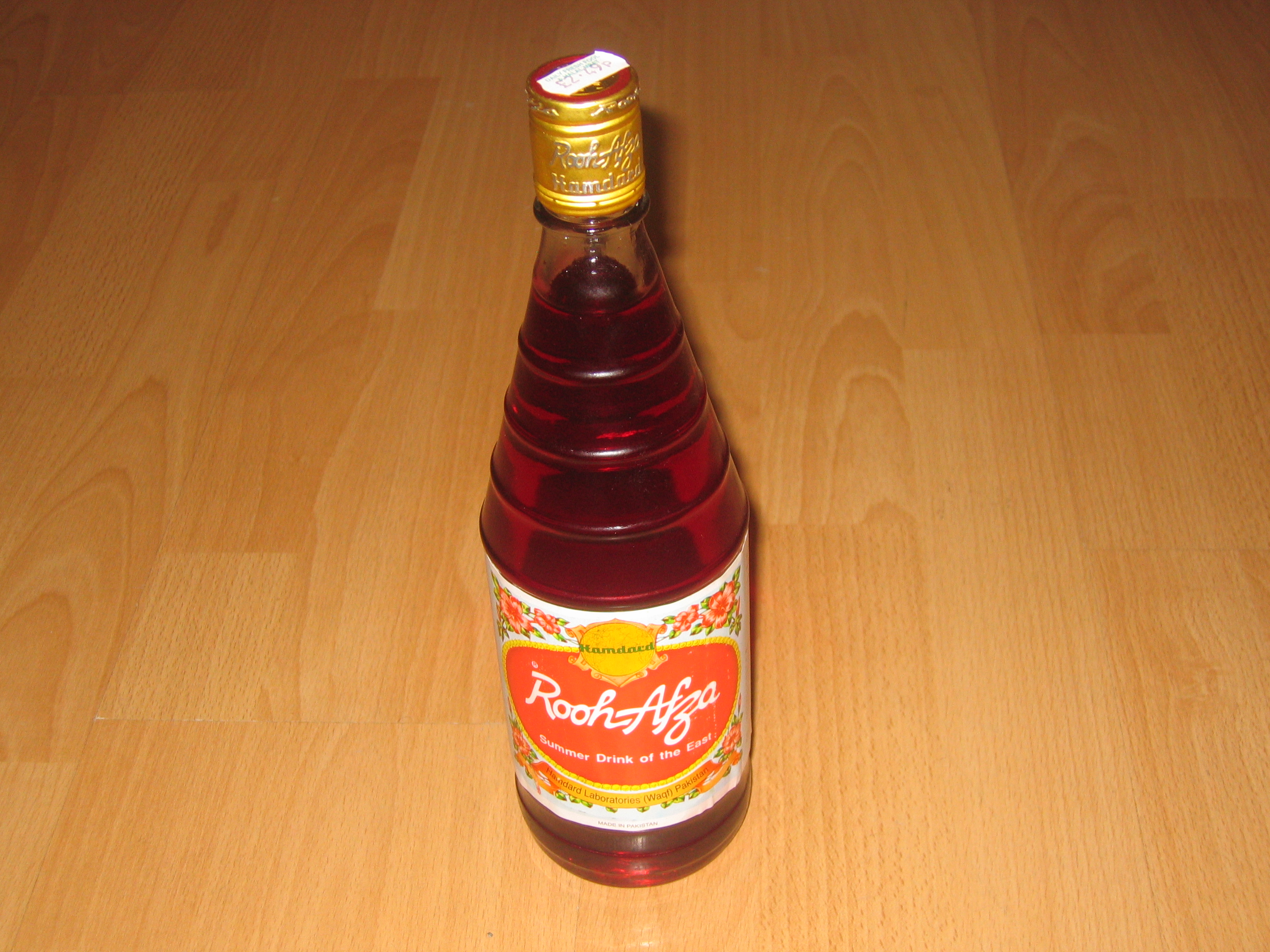
ルーアフザのボトル

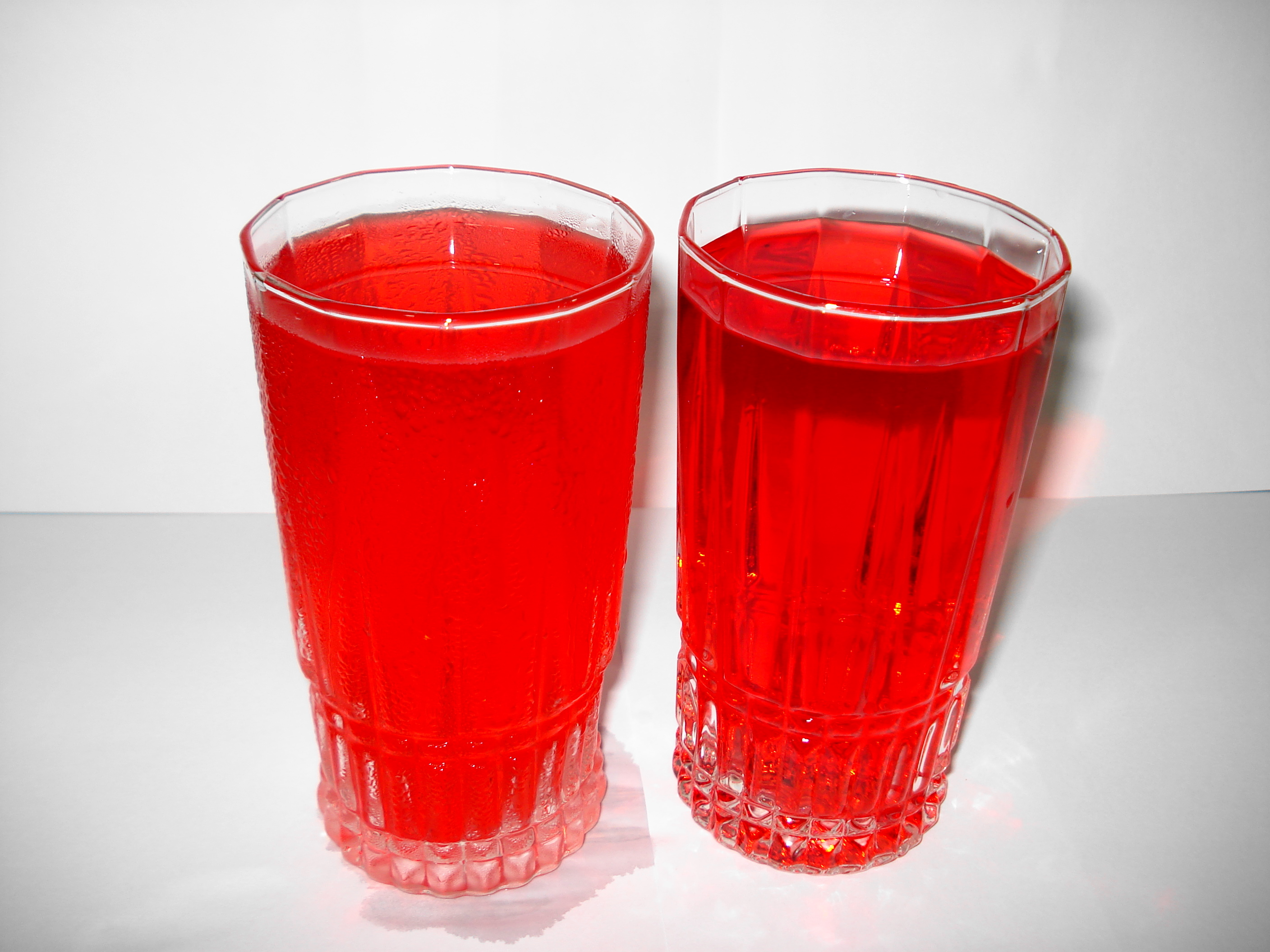
ルーアフザシロップで作ったシャルバート

1906年、ユナニ医学の医師であるハキム・アブドゥル・マジード(Hakim Abdul Majeed)は、オールドデリーに自身のクリニックを開設した。翌年、彼はオールドデリーのラールクアーンにある建物でルーアフザを立ち上げた。1947年のインド・パキスタン分離独立の後、兄はインドに残った一方、その弟はパキスタンに移住して、カラチの2部屋からハムダード社を興した。
2010年、料理人のニタ・メフタはハムダード・ラボラトリーズ社に依頼され、ルーアフザを用いた新しいノンアルコールカクテルとデザートのレシピを開発し、新しいキャンペーンに用いられた。

## 材料
オリジナルの材料は、以下のものが含まれている。
- ハーブ：スベリヒユ、チコリー、ヨーロッパブドウ、セイヨウスイレン、ムラサキスイレン、ハス、ルリジサ、コリアンダー
- 果実：オレンジ、レモン、パイナップル、リンゴ、ベリー、イチゴ、ラズベリー、ローガンベリー、ブラックベリー、サクランボ、コンコード、クロスグリ、スイカ
- 野菜：ホウレンソウ、ニンジン、ミント、ヘチマ
- 花：バラ、ケウラ（アダン）、レモン、オレンジ
- 根：ベチバー

## ドリンクの作り方

### 基本
- グラス1杯の冷水か牛乳
- テーブルスプーン2杯のルーアフザ
- 氷2つ

### 応用
ルーアフザのシロップは、通常冷たい牛乳と氷と混ぜて飲む。西洋で最も近い代替物はストロベリーミルクである。ラマダーン期間にイフタ―ル（断食明けの夕食）の一部として提供されることが多い。また、水で薄めることもあり、インドの暑い夏によく飲まれる。水と混ぜた場合はシャルバートの一種になる。クルフィ（インド風アイスクリーム）やヴェルミチェッリと混ぜると、イランで人気のデザートであるファールーダのインド版になる。